# 聖何塞 (卡爾達斯省)
聖何塞是哥倫比亞的城鎮，位於該國中部，由卡爾達斯省負責管轄，距離首府馬尼薩萊斯67公里，始建於1901年3月19日，面積67平方公里，海拔高度1,490米，2005年人口5,951。

## 外部連結
- （西班牙文） Así es mi Caldas, San José, "San José", page 83
- （西班牙文） San Jose website